# BRITE Constellation

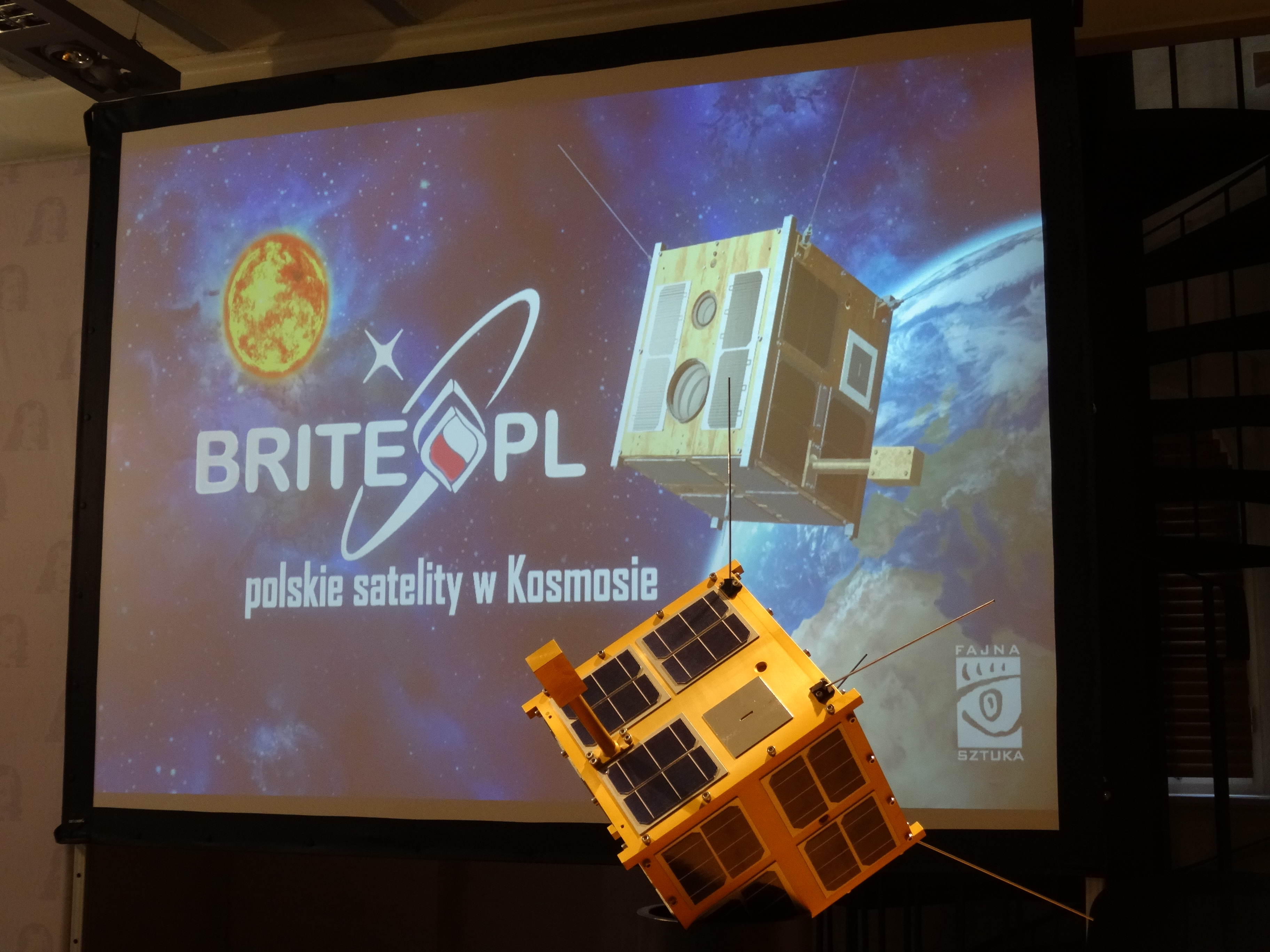
Model polskiego satelity Heweliusz w Centrum Hewelianum na tle wizualizacji projektu BRITE-PL w dniu udanego wystrzelenia na orbitę 19.8.2014

BRITE lub Bright Target Explorer, znane także jako Canadian Advanced Nanospace eXperiment 3 (CanX-3) – konstelacja sześciu nanosatelitów umieszczonych na orbicie okołoziemskiej przez konsorcjum kanadyjsko-austriacko-polskie.
Projekt satelitów BRITE został zainicjowany przez prof. Sławomira Rucińskiego z Uniwersytetu Toronto. Satelity wykonane zostały przez zespół międzynarodowy złożony z Institute for Aerospace Studies Uniwersytetu Toronto we współpracy z Uniwersytetem Technicznym w Wiedniu, Uniwersytetem Technicznym w Grazu i Centrum Badań Kosmicznych PAN. Austriackie satelity noszą nazwy: BRITE-Austria i UniBRITE, kanadyjskie to BRITE-Toronto oraz BRITE-Montreal. Wystrzelone przez stronę polską zostały BRITE-PL "Lem" (2013) oraz BRITE-PL "Heweliusz" (2014).
Satelity w kształcie sześcianu o boku 20 cm i masie około 6 kg obserwują procesy wymiany masy (procesów konwekcyjnych), zachodzących we wnętrzu masywnych gwiazd z dokładnością przeszło 10 razy większą niż teleskopy umieszczone na Ziemi.
Aktualnie czynnych jest pięć satelitów (stan 2014). Szósty satelita BRITE-Montreal pozostał w ostatnim członie rakiety nośnej, z którą krąży po silnie eliptycznej orbicie.